# 维克托·尼古拉耶维奇·乌索夫
维克托·尼古拉耶维奇·乌索夫（俄语： 1943年1月5日—）苏联、俄罗斯汉学家，俄罗斯科学院远东研究所主任研究员，当代中国史研究中心主任，中俄友好协会成员，知名作品有《中国末代皇帝溥仪(1906-1967)》、《20世纪20年代苏联情报机关在中国》、《20世纪30年代苏联情报机关在中国》等。